# Metal (API)
Metal é uma interface de programação de aplicações (API) de baixo nivel desenvolvida pela empresa Apple, apresentada na sua conferência WWDC 2014, que permite programação de baixo nível para permitir um uso melhor do processador GPU e melhorando a API OpenCL (substituindo a API OpenGL); com o objetivo de que os jogos e aplicativos tenham um ganho de 40% de desempenho em relação ao OpenGL.
Disponível a partir do OS X El Capitan, a Metal vem para trazer melhor desempenho em jogos. Reduzindo a carga do hardware, as melhorias se estendem como um todo no IMac, assim como em aplicativos.Também está disponível no sistema móvel do IPhone, com o Sistema operacional móvel IOS 8 trazendo melhores efeitos de luz e sombra, além das partículas.
Lançado em 2022 em conjunto do MacOS 13  e o iPadOS 16 chega a nova versão Metal 3, anunciada na abertura da WWDC22, para aumenta a oferta de jogos nos PCs MACs, introduzindo novas tecnologias para isso, tais como tecnologias de Carregamento rápido de recursos, Sombreadores de malha, Backend de metal para PyTorch 1.2 que vai permitir aceleramento pela GPU, maior suporte a Ray Tracing e também MetalFX Upscaling para a linha de chips M1 e M2, trazendo contigo os jogos, Resident Evill Village e No Mans Sky.

## Plataformas de atuação
A API esta disponível em vários dispositivos e sistemas da Apple. Os sistemas suportados são os seguintes: Iphone iOS 8.0 e posteriores; IMac macOS 10.11, El Captain e demais versões posteriores; tvOS 9.0; e Mac Catalyst 13.0.

## Produtos que usam

### Jogos
- Asphalt 8: Airborne ( IOS )
- Modern Combat 5: Blackout ( IOS )
- Plants vs. Zombies: Garden Warfare
- Fortnite (IMac)
- No Man’s Sky
- Resident Evil: Village

### Programas
- Suíte de programas de edições da Adobe (IMac)
- Adobe After Effects (IMac)

## Motores gráficos com suporte
Os motores gráficos que possuem suporte ao Metal:
- Unreal Engine
- Unity
- Amazon Lumberyard
- SpriteKit
- SceneKit
- Core image